# 尖兵系列卫星
尖兵系列卫星是中華人民共和国的军用对地观测卫星，分为返回型与传输型两大类。主要用户为中国人民解放军总参谋部二部航空航天侦察局。主要用途为战略导弹提供地面固定目标的定位。部分型号会以遥感系列进行民用命名。

## 型号

### 尖兵一号（返回式0号）
第一代返回式照相普查卫星。1967年9月，国防科委在北京召开了尖兵一号卫星总体协调会，卫星的发射、测控、回收由20基地负责。20基地将测控、回收任务下达给基地第6试验部。1969年，测控、回收方案基本形成。1971年—1973年期间，各站设备进行了对接与校飞。测控中心多次组织各测控站进行全系统连续3昼夜（卫星在轨时间）的实测演练。勘测确定以四川遂宁县为中心，纵向（卫星返回轨迹方向）±116公里，横向（卫星返回轨迹垂直方向）±288公里的卫星安全回收带。1972年5月10日至6月10日在遂宁县龙凤区进行了3次安-12飞机空投卫星回收舱联合试验。1974年11月5日，首次发射尖兵一号卫星。由于起飞后运载火箭发生故障，试验失败。1975年11月26日11时29分52秒第二次发射尖兵一号卫星，飞行3天后于29日在贵州六枝特区营盘公社坡子大队（东经105度30分47秒，北纬26度13分39秒）成功回收。落点偏差较大，比期望落点偏近400余公里。再入舱在再入稠密大气层过程中裙部被烧毁，部分电缆和仪器损坏，致使再入舱在返回中伞系统未起到作用。由于再入舱未开伞，成为硬着陆，片盒破碎，部分胶片曝光。
1974－1987年间发射10次，9次成功发射与回收，在轨时间3－5天，胶片地面分辨率10米，用于地面固定目标的发现与识别。01批4颗為试验型。

### 尖兵一号甲（返回式1号）
第一代返回式照相测绘卫星，用于固定目标定位与摄影测绘制图。所需的图像侧重较高的几何精度与较小的畸变，因此采用了画幅式大幅面相机，分辨率为10~20米。1987－1993年间发射5次，4次成功回收。在轨时间8天。 
1987年9月9日至13日进行了首颗卫星的飞行试验，安全返回。1988年8月5日至13日成功进行第2颗星的飞行试验，安全返回；该型号前两颗星获得的目标定位信息使得中国第一代战略导弹武器系统真正形成了战斗力。 

### 尖兵一号乙（返回式2号）
第二代返回式照相普查卫星，分辨率达2.5米。采用数字式三轴稳定控制系统，设有轨道控制系统，能每隔数天调整轨道，因此留轨时间得以延长，返回落点精度亦能提高。1992－1996年间发射3次，均成功回收。在轨时间15天。该型号的任务已由尖兵三号传输型卫星接替。

### 尖兵二号（返回式4号）
第一代返回式照相详查卫星，2004－2005年间发射2次，均成功回收。在轨时间27天，胶片地面分辨率0.5米。该型号卫星的任务已由尖兵六号传输型卫星接替。

### 尖兵三号（资源2号）
光电成像数据传输型普查卫星，2000－2004年间发射3次，全部成功，寿命两年。首发星地面分辨率3米，后续星分辨率1.5米，用以接替尖兵一号乙返回式普查卫星。

### 尖兵四号（返回式3号）
第二代返回式照相测绘卫星，2003－2005年间发射3次，均成功回收。在轨时间18天，

### 尖兵五号（遥感1号）
合成孔径雷达侦察卫星，2006年4月首次发射，地面分辨率5米，重2700千克，在轨寿命3年。由上海航天技术研究院制造。遥感卫星1号、遥感卫星3号、遥感卫星10号都属于尖兵五号型号。

### 尖兵六号（遥感2号）
“遥感卫星二号”是由中国航天科技集团公司所属中国空间技术研究院为主研制。卫星主要用于科学试验、国土资源普查、农作物估产和防灾减灾等领域，搭载发射“浙大皮星一号”卫星，2007年5月25日15时12分在酒泉卫星发射中心用“长征二号丁”运载火箭发射成功。

### 尖兵七号（遥感6号）
“遥感卫星六号”是由中国航天科技集团公司所属上海航天技术研究院研制生产。该卫星主要用于国土资源勘查、环境监测与保护、城市规划、农作物估产、防灾减灾和空间科学试验等领域。2009年4月22日10时55分在太原卫星发射中心用“长征二号丙”运载火箭成功发射“遥感卫星六号”。

### 尖兵八号（遥感5号）
“遥感卫星五号”由中国航天科技集团公司所属中国空间技术研究院为主研制，卫星重量近800千克，设计寿命为3年。卫星主要用于科学试验、国土资源普查、农作物估产和防灾减灾等领域。2008年12月15日11时22分，中国太原卫星发射中心用长征四号乙运载火箭将“遥感卫星五号”成功发射。

### 尖兵九号（遥感8号）
新一代在轨数字成像光学实时传输侦察卫星，地面分辨率分米级。

### 尖兵十号
在研，第三代返回式照相详查卫星，地面分辨率分米级。